# Сергієвка (Кулундинський район)
Сергі́євка (рос. Сергеевка) — село у складі Кулундинського району Алтайського краю, Росія. Входить до складу Златополинської сільської ради.

## Населення
Населення — 157 осіб (2010; 198 у 2002).
Національний склад (станом на 2002 рік):
- росіяни — 64 %